# Aproximação da identidade
Em matemática, uma aproximação da identidade ou função molificadora é uma função suave com certas propriedades especiais usada para aproximar funções (ou funções generalidas) por funções suaves, via convolução.

## Definição
Define-se como aproximação na unidade uma  função suave de suporte compacto em {\displaystyle \mathbb {R} ^{k}\,}. 

## Propriedades
- Se {\displaystyle \phi (x)\,} é uma molificadora em {\displaystyle \mathbb {R} ^{k}\,}, então a sequência {\displaystyle \{\phi _{n}\}_{n}\,} dada por:

{\displaystyle \phi _{n}(x)=n^{k}\phi (nx)\,} é uma sequência delta.
- A convolução {\displaystyle \phi (x)*f(x)} é uma função suave para qualquer função {\displaystyle f\in L^{p}\,}.